# Pseudoneureclipsis anakangkat
Pseudoneureclipsis anakangkat är en nattsländeart som beskrevs av Malicky 1995. Pseudoneureclipsis anakangkat ingår i släktet Pseudoneureclipsis och familjen fångstnätnattsländor. Inga underarter finns listade i Catalogue of Life.